# Braemia vittata
Braemia vittata – gatunek roślin z monotypowego rodzaju Braemia z rodziny storczykowatych (Orchidaceae). Rośliny rosną na wysokościach 200–700 m n.p.m. Występują w Ameryce Południowej
w takich krajach jak: Kolumbia, północna Brazylia, Ekwador, Gujana Francuska, Gujana, Peru, Surinam, Wenezuela.

## Systematyka
Gatunek sklasyfikowany do podplemienia Stanhopeinae w plemieniu Cymbidieae, podrodzina epidendronowe (Epidendroideae), rodzina storczykowate (Orchidaceae), rząd szparagowce (Asparagales) w obrębie roślin jednoliściennych.